# Pithys
A Percnostola a madarak osztályának verébalakúak (Passeriformes) rendjébe és a hangyászmadárfélék (Thamnophilidae) családjába tartozó nem.

## Rendszerezésük
A nemet Louis Pierre Vieillot francia ornitológus írta le 1818-ban, az alábbi 2 faj tartozik ide:
- barkós hangyászmadár (Pithys albifrons)
- Pithys castaneus

## Előfordulásuk
Dél-Amerika északi részén honosak. Természetes élőhelyeik a szubtrópusi vagy trópusi síkvidéki esőerdők és mocsári erdők. Állandó, nem vonuló fajok.

## Megjelenésük
Testhosszuk 11,5–12,5 centiméter közötti.

## Életmódjuk
Különböző rovarokkal és más ízeltlábúakkal táplálkoznak.